# Michał Kalecki

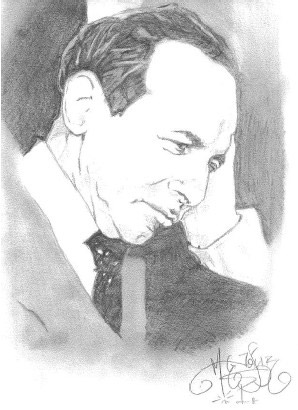
Michał Kalecki, Portraitzeichnung von Manuel García Jódar

Michał Kalecki (* 22. Juni 1899 in Łódź; † 17. April 1970 in Warschau) war ein polnischer Ökonom. Der wirtschaftswissenschaftliche Autodidakt nahm Erkenntnisse von John Maynard Keynes vorweg und wirkte auf das Denken der Cambridge School und des Postkeynesianismus.

## Leben
Kalecki entstammte einer verarmten jüdischen Familie und hat im Jahre 1917 bis 1923 das Ingenieurstudium am Polytechnikum in Warschau aufgenommen. Nach drei Jahren Militärdienst nahm er das Studium am Danziger Polytechnikum wieder auf. Drei Jahre später wurde sein Vater arbeitslos, und er musste das Studium ohne Diplom abbrechen. Als Wirtschaftsjournalist schrieb er unter anderem über Kartelle und Trusts, Konjunktur in der Textilindustrie sowie britisch-sowjetische Wirtschaftsbeziehungen.
Ab 1929 arbeitete er als Mitarbeiter am Institut für Konjunktur- und Preisforschung in Warschau. Dank eines Rockefeller-Stipendiums konnte er 1936 Stockholm, danach London sowie Cambridge besuchen. Während des Zweiten Weltkriegs wurde er Mitarbeiter des Oxford Institute of Statistics, wo er einen Rationierungsplan erarbeitete.
Nach dem Krieg arbeitete er im Beraterstab der Vereinten Nationen in New York, wo er unter anderem an der Erstellung des Weltwirtschaftsberichts 1947–1954 beteiligt war. Die politischen Vorgänge während der McCarthy-Ära veranlassten ihn, 1955 die USA zu verlassen. Er kehrte in das Polen des Gomułka-Regimes zurück, wo er als Regierungsberater vor einer überspannten Investitionsquote warnte. Die antisemitische Kampagne im Gefolge des Sechstagekrieges, die während der März-Unruhen 1968 kulminierte, bewog ihn zum Rücktritt von seiner Stellung in der staatlichen Planungskommission. Kalecki begründete an der Warschauer Hochschule für Planung und Statistik eine Abteilung für Probleme von Planung und Wirtschaftsentwicklung.

## Ökonomische, soziologische und politische Thesen
Das wirtschaftstheoretische Denken Kaleckis kann mit den Worten „Prosperität durch Nachfrage“ zusammengefasst werden. Von ihm stammt die Einsicht: „Arbeiter geben aus, was sie bekommen, Kapitalisten bekommen, was sie ausgeben.“

### Keynesianismus vorweggenommen und erweitert
In einem Artikel von 1933 schrieb Kalecki, einer der Irrtümer Rosa Luxemburgs sei es gewesen, nicht begriffen zu haben, dass defizitfinanzierte Staatsausgaben unter dem Gesichtspunkt der effektiven Nachfrage wie „binnenwirtschaftliche Exporte“ zu betrachten seien. Immerhin habe Luxemburg im Zusammenhang mit den vorkapitalistischen Schichten und Ländern den keynesianischen Außenhandelsmultiplikator vorweggenommen.
Der Grundgedanke der keynesianischen Beschäftigungspolitik besteht darin, dass die Selbstregulierung des Marktes häufig versagt, dass der Staat aber dem abhelfen könne. Im Unterschied zu Keynes kam Kalecki aber zu seiner Allgemeinen Theorie, indem er von den Marxschen Reproduktionsschemata ausging, die er in kohärenter Form zu einer Konjunkturtheorie ausbaute.
1. Wie schon Karl Marx und Michail Tugan-Baranowski vor ihm, wies Kalecki nach, dass es die Investition ist, nicht das private Sparen, das die Kapitalakkumulation steuert.
2. Sodann zeigte er, dass ein Haushaltsdefizit in der Rezession Beschäftigung schafft.
3. Dann wies er darauf hin, dass Lohnkürzungen eine Rezession nur noch verschlimmern können.
4. Der Zinssatz hängt von Angebot und Nachfrage nach dem Geldbestand (stock of money) ab, und nicht von der Stromgröße des Sparens.
5. Die Erwartung künftigen Profits reizt die Unternehmen zur Akkumulation an.

Laut G. C. Harcourt befriedigt Kaleckis Version gegenüber der Keynesschen wesentlich mehr, weil sie explizit dynamisch sei, indem sie eine Zyklustheorie beinhalte, die in eine Wachstumsanalyse einmünde.

### Wege zur Vollbeschäftigung
Kalecki hat 1944 als Mitarbeiter des Oxford Institute of Statistics, ein Jahr nach Veröffentlichung seines skeptischen Artikels zum politischen Zyklus, eine Art politisches Testament hinterlassen, unter dem Titel Drei Wege zur Vollbeschäftigung.
Im Hinblick auf eine Politik der Stimulierung privater Investitionen hielt er geldpolitische Maßnahmen, wie etwa den Zinssatz niedrig zu halten, für wenig wirksam. Er empfahl hingegen eine Modifizierung der Einkommensteuer, die Ersatz- und Neuinvestitionen zu 100 % sofort abzuschreiben erlaubt.
Grundsätzlich habe jedoch die private Wirtschaft die Funktion, Werkzeuge für die Erzeugung von Konsumgütern zu erstellen, nicht die Schaffung von Produktionskapazitäten oder von Arbeitsplätzen um ihrer selbst willen, da sie eben der Zielsetzung der Gewinnerzielung verschrieben sei. Unternehmer aber würden ggf. nur dann positiv auf Investitionsanreize reagieren, wenn sie Vertrauen in die politische Situation setzten.
Deficitspending durch Investitionen des Staates in die Infrastruktur könnten genügend Ersparnisse induzieren, um die Finanzierung des Staatsdefizits langfristig zu gewährleisten. Es bestehe jedoch:
1. Bei einem Ansteigen der Zinssätze aufgrund mangelnder Flexibilität des Kreditwesens das Risiko der Verdrängung privater Investitionen durch staatliche (Crowding-out; lösbar durch eine „akkommodierende Geldpolitik“).
2. Es entstehen Inflationstendenzen, wenn nicht die richtige Relation zwischen vorhandenen Anlagen und verfügbaren Arbeitskräften eingehalten werden. Bei Vollbeschäftigung könnten bei starken Gewerkschaften die Preise explodieren. Des Weiteren sei ein Schuldenmanagement der Regierung erforderlich, um zu verhindern, dass die langfristige Zinsrate zu stark über die kurzfristige steige.

Da er aus ökonomischen wie aus soziologischen und politischen Gründen der Feinabstimmung staatlicher Konjunkturpolitik gegenüber äußerst skeptisch gegenüberstand, sah er als dritten Weg den der Einkommensumverteilung durch einen Umbau der Einkommensteuer mit teilweiser Verlagerung auf die Vermögenssteuer (unter Beibehaltung der steuerlichen Förderung von Neuinvestitionen). Damit könne genügend Sparen abgeschöpft werden, um die durch Staat und private Haushalte ausgeübte effektive Nachfrage zu stützen. Damit nahm Kalecki den Grundgedanken des „Balanced-budget“-Multiplikators von Trygve Haavelmo vorweg.
Seinen Beitrag Politische Aspekte der Vollbeschäftigung (1943) eröffnet Kalecki mit folgender Aufstellung:
„Die ‚Führer der Wirtschaft‘ widersetzen sich einer Vollbeschäftigung, die der Staat durch seine Ausgaben erzeugt. Die Gründe hierfür lassen sich in drei Gruppen einteilen:
1. Das Unbehagen an der Einmischung des Staates in das Beschäftigungsproblem an sich.
2. Das Unbehagen am Verwendungszweck der Staatsausgaben (öffentliche Investitionen und Subventionierung des privaten Konsums).
3. Das Unbehagen an den sozialen und politischen Veränderungen, die eintreten, wenn Vollbeschäftigung zum Dauerzustand wird.“[7]

## Werke (Auswahl)
- Studies in economic dynamics. Allen & Unwin, London 1943.
- Theorie der wirtschaftlichen Dynamik. Eine Untersuchung der zyklischen Schwankungen und der langfristigen Entwicklung der kapitalistischen Wirtschaft. Europa-Verlag, Wien 1966.
- Introduction to the theory of growth in a socialist economy. Blackwell, Oxford 1969.
- Selected essays on the economic growth of the socialist and the mixed economy. Cambridge University Press, Cambridge 1972.
- Theorie des Wachstums und der Planung in der sozialistischen Volkswirtschaft. Nomos, Baden-Baden 1982, ISBN 3-7890-0709-9.
- Selected essays on economic planning. Cambridge University Press, Cambridge 1986, ISBN 0-521-30837-2.

- Krise und Prosperität im Kapitalismus. Ausgewählte Essays 1933–1971. Weimar 1987, ISBN 3-926570-01-6.
- Collected works. Sieben Bände. Clarendon Press, Oxford 1990–1997.

Festschrift
- Problems of economic dynamics and planning. Essays in honour of Michał Kalecki. Pergamon Press, Oxford 1966 (Bibliographie M. Kalecki S. 481–494).